# Bassett (Iowa)
Bassett é uma cidade localizada no estado americano de Iowa, no Condado de Chickasaw.

## Demografia
Segundo o censo americano de 2000, a sua população era de 74 habitantes. 
Em 2006, foi estimada uma população de 71, um decréscimo de 3 (-4.1%).

## Geografia
De acordo com o United States Census Bureau tem uma área de 
1,0 km², dos quais 1,0 km² cobertos por terra e 0,0 km² cobertos por água. Bassett localiza-se a aproximadamente 324 m acima do nível do mar.

## Localidades na vizinhança
O diagrama seguinte representa as localidades num raio de 16 km ao redor de Bassett. 